# 滙豐銀行大樓 (上海)

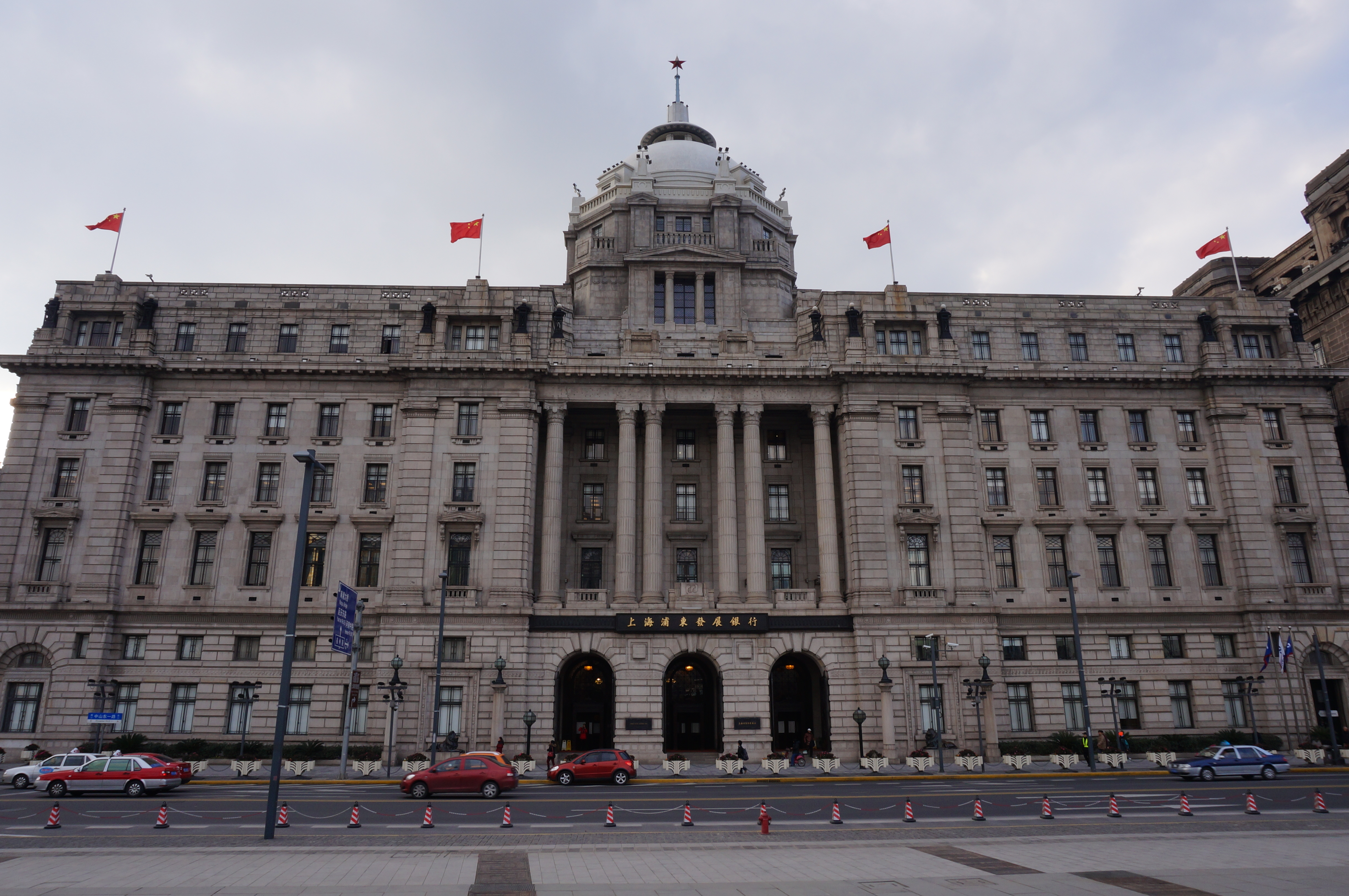
汇丰银行沿外滩一面

滙丰银行大楼（曾称市府大楼），是一幢位于上海外滩12号的知名建筑，是外滩占地最多、门面最宽、最为壮观的大楼。大楼于1921年5月5日开工，由英资公和洋行设计，英商德罗·考尔洋行承建，于1923年6月23日建成。其曾於1923年至1955年期间作为香港上海滙豐銀行在中国上海的分行大楼，1955至1995年期间作为上海市人民政府的办公大楼。今天大楼是上海浦东发展银行的总部驻地。1989年，汇丰银行大楼入选第一批上海市优秀历史建筑。
滙豐银行大楼曾被称是“从苏伊士运河到远东白令海峡最讲究的建筑”，建筑面积23415平方米，曾是远东最大的银行建筑，也曾是世界上第二大银行建筑，仅次于英国的苏格兰银行大楼。至今依然被公认为是外滩建筑群中最漂亮的建筑，其精致的穹顶壁画一直被人所津津乐道。现在，汇丰银行大楼与其北面的江海关大楼一同是每年跨年期间外滩4D灯光秀的举办地。

## 历史

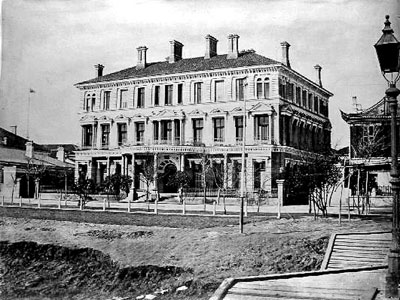
1886年的第一代汇丰银行大楼

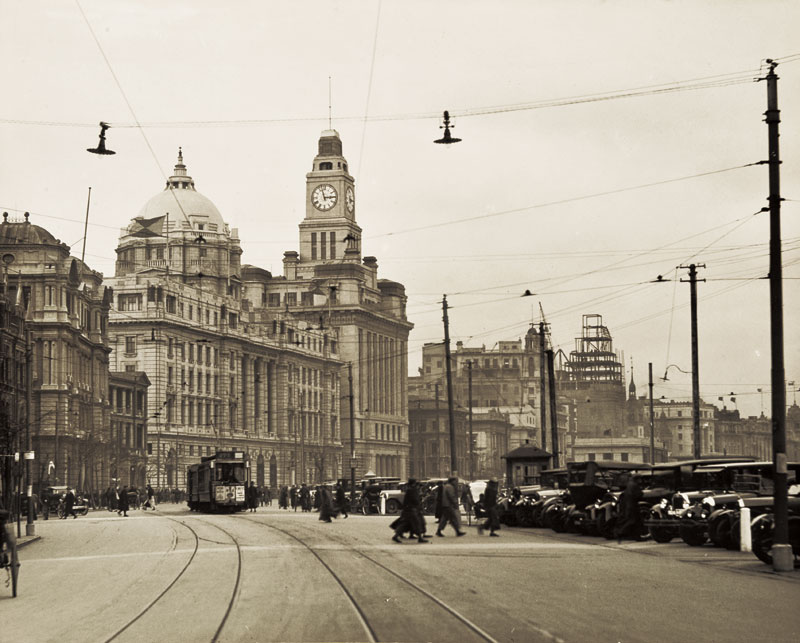
1928年外滩建筑群中的汇丰银行大楼

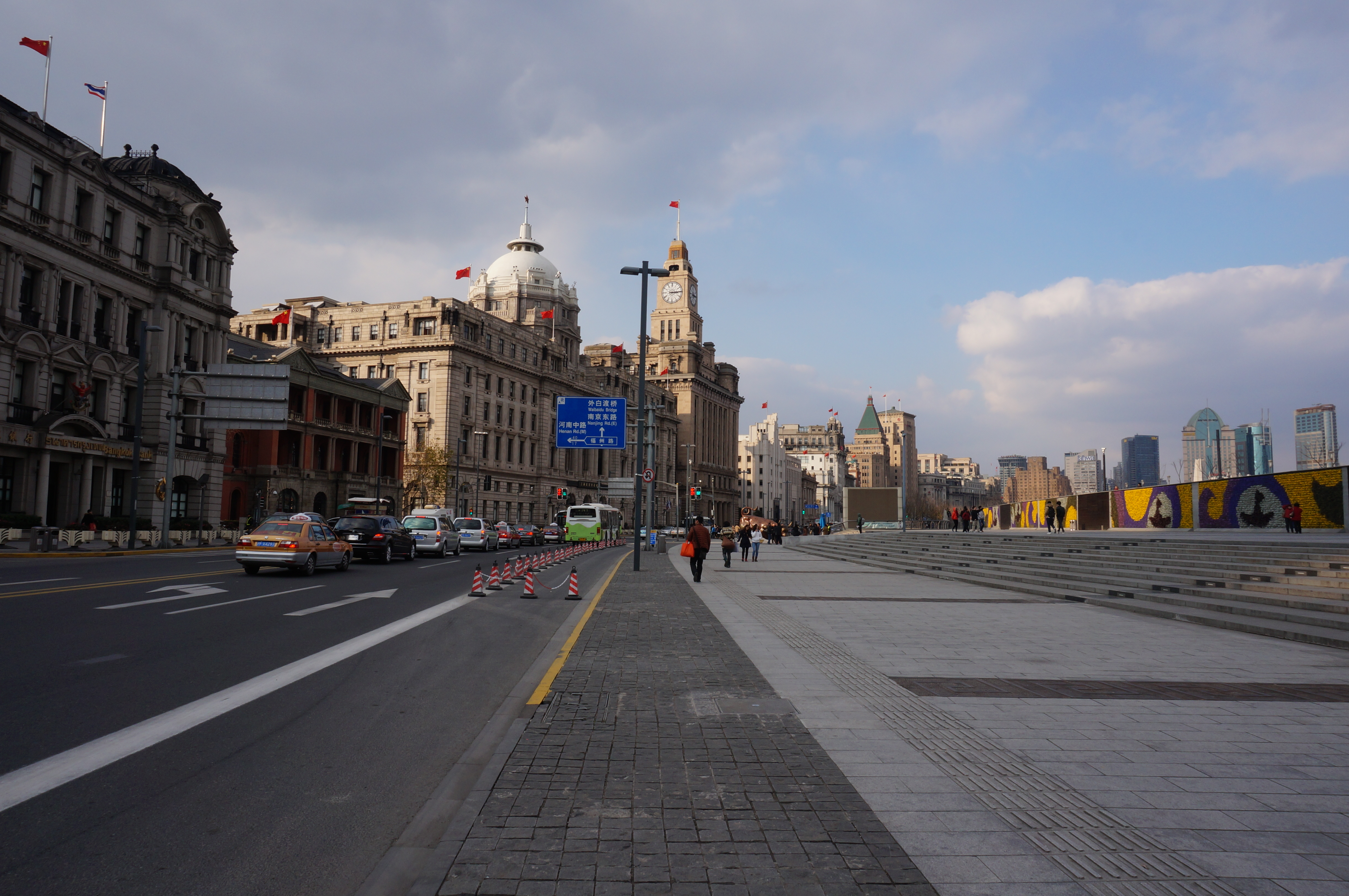
现今外滩建筑群中的汇丰银行大楼

1864年，汇丰银行在香港成立。次年的4月3日，香港上海滙豐银行上海分行开业，刚开始租用了滙中饭店的前身中央饭店（今外滩19号）的底层作为办公地点。该建筑高3层，为英式建筑，是当时上海最豪华的酒店。

### 第一代
1874年，滙豐在上海的业务蒸蒸日上，其在中央饭店的地点面积显得已不足了，所以以白银6万两在外滩买下海关大楼南面、外滩12号西人俱乐部的的房子和大草坪，并在同年开始建造一幢3层楼的房子。3年后大楼落成。这幢楼为一英国文艺复兴建筑，与当时外滩流行的东印度外廊式建筑风格大相径庭。此楼也是当时上海租界内第一次由正统的欧洲建筑师所涉及的商业用楼。此外，第一代汇丰银行大楼也在当时获得了较高的评价。有评论称大楼：“计高三层，每层俱高大之至，亦皆高敞广阔，迥异寻常。房外砖柱凉台，皆雕饰壮丽，几至陆离满目，此诚为浦滩上所创见也。”1890年代后，大楼的半圆门廊被拆除并且进行了扩建。
在此期间，汇丰已经于20世纪初成为远东第一大银行，由汇丰经手买卖的外汇经常占上海成交量的60%到70%，并且在远东各地都开设了分行。而上海分行也成为了汇丰银行在华业务的总管行，是资金调度的枢纽。

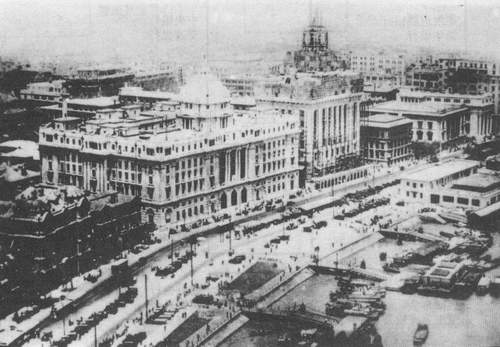
刚落成的第二代汇丰银行大楼鸟瞰图

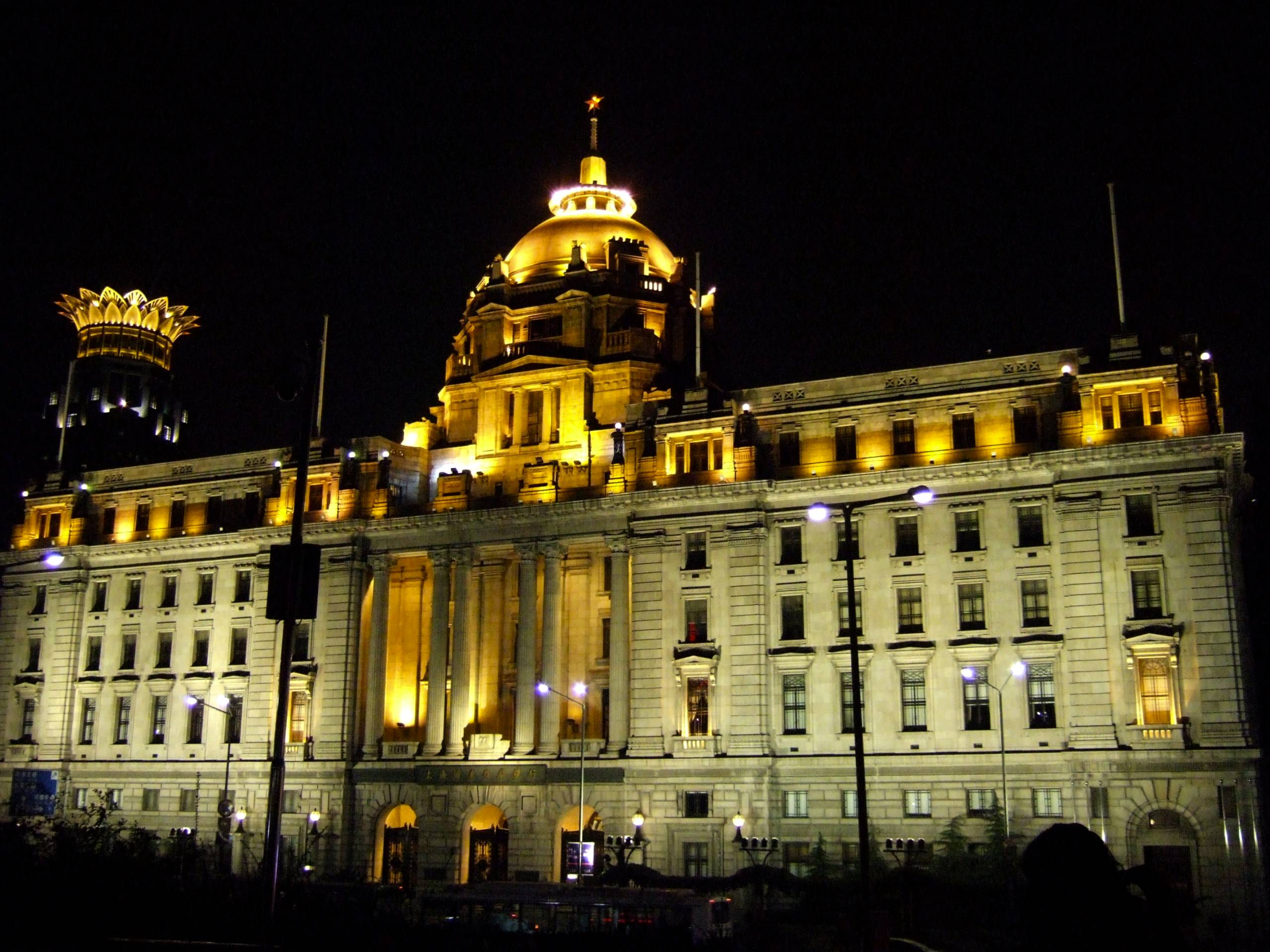
滙丰银行大楼夜景

### 第二代
1912年，由于业务需要，滙豐以每亩4,000两白银的价格买下南边外滩11号别发洋行和外滩10号美丰洋行的房产，并将原有的老房拆除，准备建造新楼。新楼交由公和洋行的建筑师威尔逊设计，在1921年5月5日开工。1923年6月23日，在历经25个月的建设后，这座高7层，占地17亩的大楼终于竣工。大楼建成后是外滩占地面积和建筑面积最大的建筑。而其整体耗资共1,000万银元，约为当时汇丰银行两年利润的总和。
1916年，汇丰银行取得代总税务司收存保管中国内债的权利，这一大批积存的税金从而成为了汇丰可以动用的资金。1932年，汇丰的存款余额达9.3亿港元，约中国银行总存款数的一半。日本入侵中国并占领各口岸后，日本人将收存的关税转存至上海的日资横滨正金银行内。太平洋战争爆发后，日军占领汇丰银行大楼。抗战结束后，汇丰迁回该楼，但因局势已变，汇丰也已辉煌不在了。
1955年，汇丰银行虽然得以继续留在上海，但因业务缩小，只能经营由中国政府指定的外汇业务，迁至圆明园路兰心大楼的写字间作为办事处，之后在华业务至今未断。之后，汇丰银行大楼被强制充公，并成为上海市人民政府的所在地，将其改名“上海市人民政府大楼”，简称“市府大楼”。副楼在1956年改为上海市档案馆。
1990年，滙豐曾有意回購大樓並與上海市政府接觸，談判因價錢原因而失敗。1995年，市府迁到人民大道200号人民大厦。1996年，在上海市政府对外滩物业的置换改建工程中，上海浦东发展银行竞拍成功取得大楼入住权。1997年，大樓壁畫在翻新工程中被重新發現。后浦东发展银行进驻大楼，将大楼作为总行所在地。

## 建筑

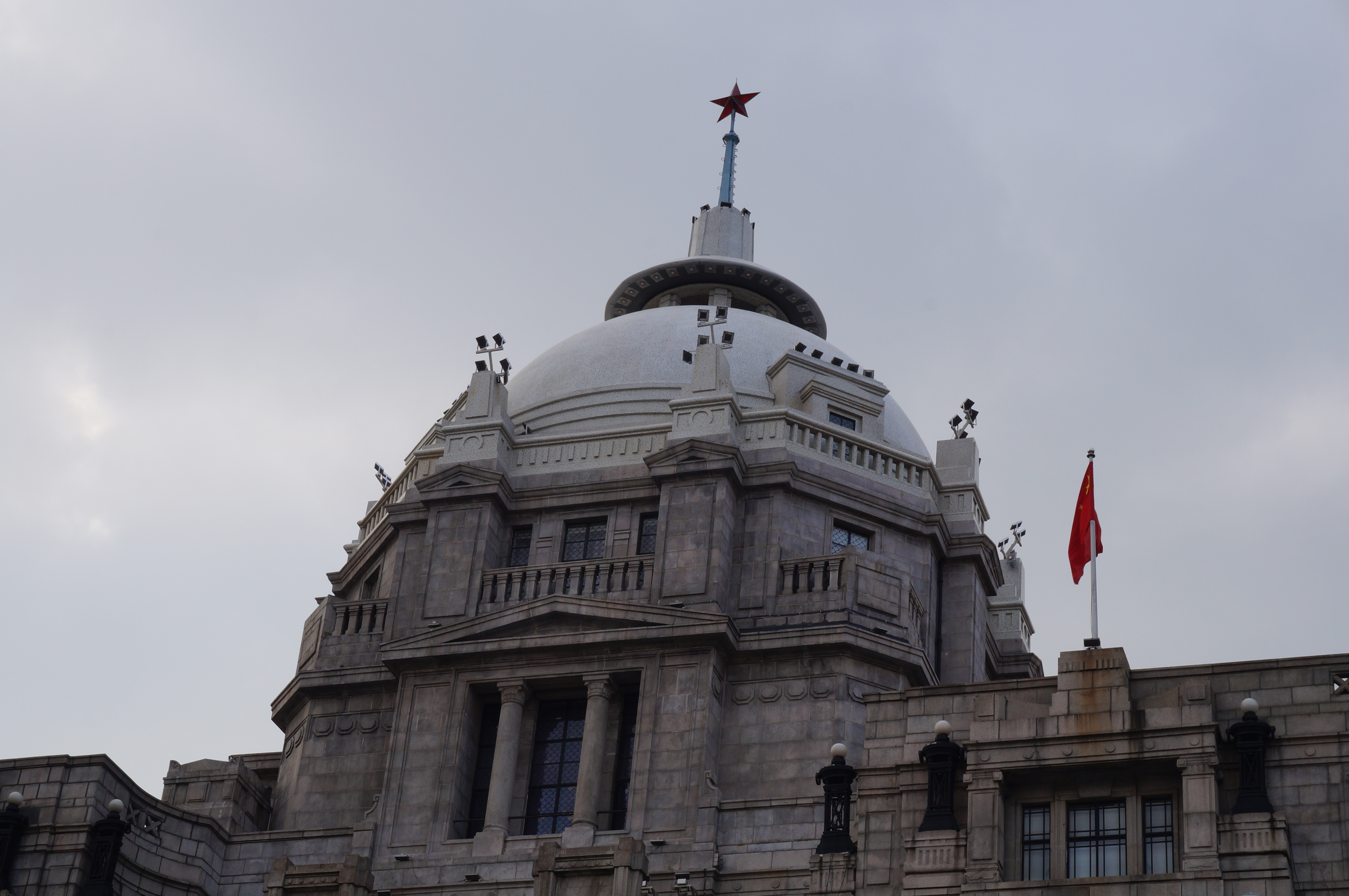
塔楼

滙豐银行大楼高7层，占地9,438平方米，建筑面积23,415平方米，钢筋混凝土结构，外为砖石结构，为古典主义建筑风格。大楼主体高五层，中央部分高七层，另有地下室一层半。建筑主体采用了新古典主义构图，立面呈横纵三段式划分。中段三层以上为希腊式的穹顶，十分壮观，穹顶基座为仿希腊神殿的三角形山花，再下为六根贯通二至四层的爱奥尼式立柱，以单、双、双、单的方式排列。立柱后的立面凸进。横3段底段采用处理粗糙的花岗石和3座石砌拱门，有铸花月洞型紫铜色大门6扇。纵3段的两旁采用“实”的处理，中段采用“虚”的处理，横纵均为严整的罗马柱式。建筑穹顶虽然用石块所堆砌，但却是使用的钢框架结构，是当时世界领先的建筑结构。滙豐银行大楼后为副楼，内有银行办公室、金库及仓库，建筑特色逊于主楼。

### 内部

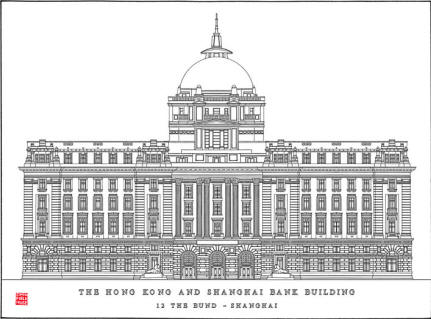
大楼立面图

进入滙豐银行大楼大门后，为一东西向的走廊，门厅为八角形，中间设3个铜铸转门，两旁还有玻璃门，上面有半圆形的玻璃窗。从门厅往上望可见穹顶，高20米，分上下两层，下层是8根大理石柱，这在当时还是亚洲独例，每一面都有较大的券门；上层壁面及穹顶则为大型的镶嵌壁画。内部装修品质十分高雅，选用意大利的花岗岩、大理石、法国的吊灯、器皿，巴西的红木等，且设有暖气和冷风装置。
大楼底层和二层为汇丰银行所用，上面4层作为出租。位于塔楼的2层是会议室、餐厅、休息室。银行设2个营业厅，一个专供外国人使用，一个为华人使用。前者位于大楼中央，高2层，面积达1,500平方米，顶部为用小块玻璃镶拼的玻璃天棚。大厅采用柚木地板及大理石地坪，对称式的楼梯也同样采取的大理石作为材料，十分豪华。华人营业厅位于底层西南角，相较于外国人营业厅要小得多。

## 穹顶壁画

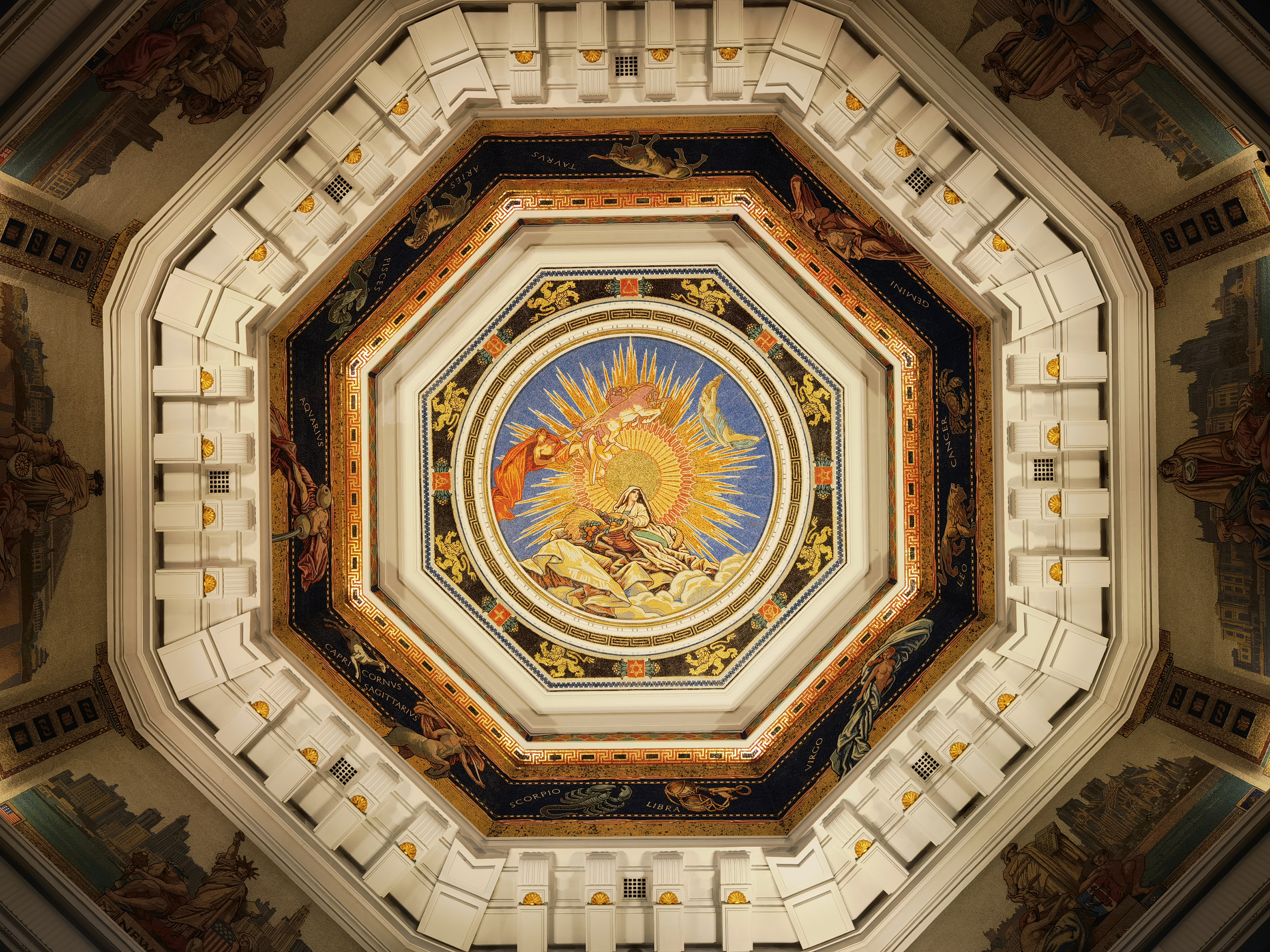
滙豐银行大楼的穹顶壁画

在滙豐银行大楼八角形门厅上方，原有八幅马赛克镶嵌制作而成的大型壁画，穹顶上另有黄道十二宫及太阳神、月神的天顶画。1956年苏联舰队造访上海，为了借用大厅接见外宾，要对原有的装饰物做适当改造。基于当时的背景因素，有人认为，这一大块壁画太商业化，太西方化，建议敲掉。上海民用建筑设计院的陈植院长知道马赛克是经过特殊处理不会腐蚀，因此主张以刷上涂料代替敲掉。随后经市政府批准，壁画遂遭涂料覆盖，从此销声匿迹，并因此躲过日后文革的浩劫。1997年11月维修时壁画才被修缮人员发现，引起轰动，浦东发展银行遂出资将其修复（但将画面中的滙豐标志改成浦发银行标志）。
八幅壁画以滙豐设有分行的八座城市为主题，图案依次为：
- 上海：图案主体为中国航海保护神天妃，两侧为象征长江和东海的神话人物，背景为上海外滩。画面下方两侧纹饰为清朝商船旗[6][7][8]和英国商船旗（Red Ensign）。
- 香港：图案主体为身披英国国旗的女神，前方人物象征珠江及南海，手持书板，上为罗马数字MDCCCXLII，意为“1842年”，即香港割让给英国之年份。背景为香港岛。纹饰为香港总督旗和英国领港旗。
- 东京：主体人物为象征“学习”的女神，两侧为象征“进步”和“科学”的人物。背景为东京皇居外壕、霞关官厅建筑群和富士山。纹饰为日本国旗和皇室旗。
- 伦敦：主体人物为不列颠尼亚女神，前方人物分别象征伦敦守护神和泰晤士河。背景为泰晤士河、威斯敏斯特宫、圣保罗大教堂。纹饰为英格兰、苏格兰、威尔士和爱尔兰徽章。
- 纽约：主体人物为自由女神，前方人物为商业、通讯的守护神赫尔墨斯，以及联邦守护神。纹饰为纽约市徽、美国国旗及美国总统旗。
- 曼谷：主体人物为象征肥沃和丰饶的女神，前方为象征劳动和丰收的神话人物，背景为湄南河和曼谷王宫。纹饰为泰国国旗、泰国海军旗、国徽和王徽。
- 巴黎：主体人物为手持“自由、平等、博爱”书板的法兰西共和女神，前方人物为胜利女神和共和国保护神，背景为塞纳河和位于巴黎市中心的城岛，纹饰为法国王室纹章百合花。
- 加尔各答：主体人物为加尔各答守护神時母，前方为象征恒河的人物，背景为恒河和加尔各答市区。纹饰为莲花、狮子和白鹭。

穹顶的天顶画图案为太阳神、月神和丰收女神，下部围绕以黄道十二宫的图案。

## 铜狮
上海滙豐银行大楼兴建的同时，出于风水考虑，向英国订购了两尊青铜狮，安放于大楼正门前，作为镇兽。两尊铜狮分别以当时滙豐香港总经理史提芬（Alexander G Stephen）和上海分行总经理施迪（Gordon H Stitt）命名，雕塑者为韋斯達（William Wagstaff），铸造者为周燕翔（Chou Yin Hsiang）。1935年滙豐仿照这两尊铜狮又铸造了两尊同样的狮子，安放于新建的香港德辅道中（Des Voeux Road Central）香港滙豐總行大廈前。
1941年日本占领上海（公共租界）和香港，在1943年物资紧张时，曾试图将两地的铜狮运至日本回炉取铜。滙豐在香港的两尊铜狮連同维多利亞女王和滙豐銀行大班昃臣（Sir Thomas Jackson）的铜像被运至大阪，存放于码头仓库，1946年被美军发现，在麦克阿瑟命令下运回香港，但身上留有彈痕。滙豐在上海的两尊铜狮遭日军锯割，但没有被拆走。1966年文化大革命爆发后，这两尊铜狮被上海市文管会移至上海滑稽剧团仓库，1980年代转交上海博物馆。1997年浦东发展银行获得滙丰银行大楼的使用权后，曾希望将原狮移回银行大门前，后经协商，由浦东发展银行出资仿照原样铸造了两尊新铜狮。铸造过程中，出于对历史的尊敬，原日军破坏的锯痕也一并保留呈现。

## 压胜
据滙丰银行大楼施工时的上海报纸记载，施工时聘请风水师，选择动土时辰及方位，并依中国传统，在地基下埋设压胜钱及世界各国银币，同时在屋樑、楼角等暗处也安放了特地铸造的“上樑钱”。